# Radovan
Radovan là một xã thuộc hạt Dolj, România. Dân số thời điểm năm 2002 là 3297 người.